# Christian d’Oriola
Christian Marie Auguste d’Oriola (ur. 3 października 1928 w Perpignan, zm. 29 października 2007 w Nîmes) – francuski florecista, wielokrotny medalista igrzysk olimpijskich i mistrzostw świata.
Na igrzyskach olimpijskich w Londynie w 1948 roku zdobył srebrny medal w rywalizacji indywidualnej. W rundzie finałowej wygrał pięć z siedmiu pojedynków i uplasował się za rodakiem, Jéhanem de Buhanem a przed Węgrem Lajosem Maszlayem. Parę dni później wspólnie z André Boninem, Jéhanem de Buhanem, Jacquesem Lataste, René Bougnolem i Adrienem Rommelem zdobył złoty medal drużynowo. Na rozgrywanych cztery lata później igrzyskach olimpijskich w Helsinkach w turnieju indywidualnym zdobył złoty medal. W rundzie finałowej wygrał wszystkie osiem walk i wyprzedził Włochów: Edoardo Mangiarottiego i Manlio Di Rosę. Następnie Francuzi w składzie: Claude Netter, Jéhan de Buhan, Jacques Lataste, Jacques Noël, Christian d'Oriola i Adrien Rommel ponownie zwyciężyli w zawodach drużynowych. Kolejne dwa medale wywalczył podczas igrzysk w Melbourne w 1956 roku. Najpierw Claude Netter, Bernard Baudoux, Jacques Lataste, Roger Closset, Christian d'Oriola i René Coicaud zajęli drużynowo drugie miejsce. Następnie obronił tytuł indywidualnego mistrza olimpijskiego, wygrywając sześć z siedmiu pojedynków w rundzie finałowej. Brał też udział w igrzyskach olimpijskich w Rzymie w 1960 roku, gdzie był piąty drużynowo i ósmy indywidualnie. Wystartował tam też w szpadzie drużynowej, w której Francuzi zajęli dziewiąte miejsce.
Podczas mistrzostw świata w Lizbonie w 1947 roku zdobył indywidualnie złoty medal. Ponadto Bonin, Bougnol, de Buhan, d’Oriola i Rommel zwyciężyli w zawodach drużynowych. W tej samej konkurencji zdobywał też złote medale na mistrzostwach świata w Sztokholmie (1951), mistrzostwach świata w Brukseli (1953) i mistrzostwach świata w Filadelfii (1958) oraz srebrne na mistrzostwach świata w Kairze (1949), mistrzostwach świata w Monte Carlo (1950), mistrzostwach świata w Luksemburgu (1954) i mistrzostwach świata w Paryżu (1957). Ponadto zdobył również cztery medale w zawodach indywidualnych: złote na MŚ 1949, MŚ 1953 i MŚ 1954 oraz srebrny na MŚ 1955 (za Węgrem Józsefem Gyuriczą).
Podczas IO 1960 był chorążym reprezentacji Francji.
Po zakończeniu kariery był międzynarodowym sędzią, pełnił też funkcję wiceprezydenta Francuskiej Federacji Szermierki.
Odznaczony Krzyżem Komandorskim Legii Honorowej oraz Srebrnym Orderem Olimpijskim (1977).
Jego kuzyn, Pierre Jonquères d’Oriola, był jeźdźcem sportowym, a żona - Kate Delbarre także uprawiała szermierkę.